# Léonard Joubert du Collet
Léonard Joubert, seigneur du Collet, fut maire de Nantes de 1762 à 1766. 

## Biographie
Léonard Joubert est le fils du négociant Léonard Joûbert, sieur du Collet, et d'Anne Cochon, dame de Maurepas. Il épouse  Anne Germaine Le Jeune de Grandmaison
Il était avocat au parlement de Paris, négociant à Nantes, consul, juge et commandant d'une compagnie de canonniers garde-côtes de Pornic, échevin de Nantes en 1758, sous-maire de Nantes, puis colonel de la milice bourgeoise en 1762.